# Hirtella pauciflora
Hirtella pauciflora är en tvåhjärtbladig växtart som beskrevs av Elbert Luther Little. Hirtella pauciflora ingår i släktet Hirtella och familjen Chrysobalanaceae. IUCN kategoriserar arten globalt som starkt hotad. Inga underarter finns listade i Catalogue of Life.